# William Gilson Farlow

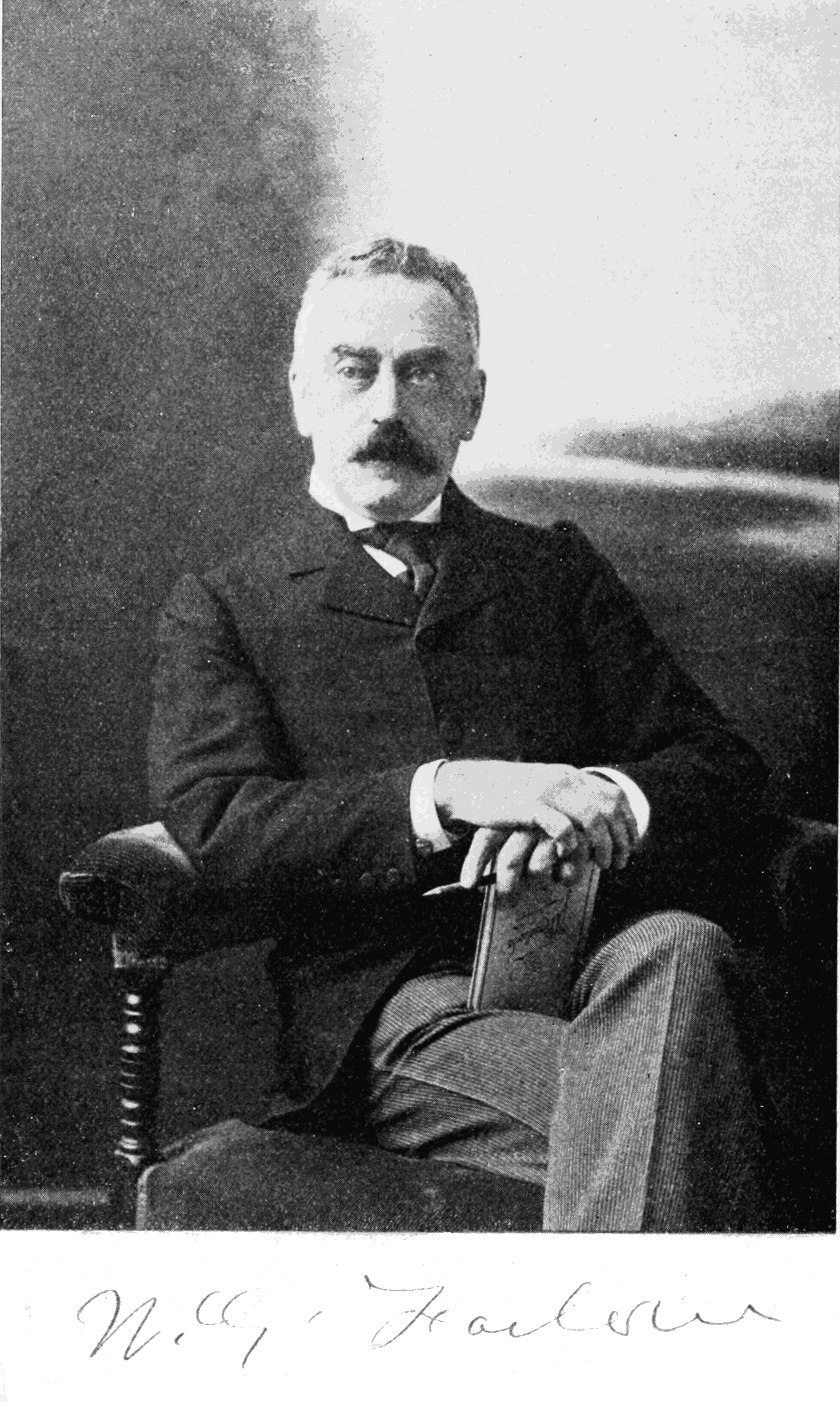

William Gilson Farlow (Boston, 17 de dezembro de 1844 — 3 de junho de 1919) foi um botânico norteamericano.
Recebeu a sua educação na Universidade de Harvard, onde, após vários anos de estudos na Europa, se tornou professor-adjunto em botânica, no ano de 1879.
Durante os seus estudos na Universidade de Harvard, obteve os graus de Bachelor of Arts em 1844, de Master of Arts em 1869, de doutor em Medicina em 1870 e doutor em Direito em 1896
Tornou-se enda doutor pelas universidades de Glasgow, Wisconsin e Uppsala.
Foi assistente de Asa Gray de 1874 a 1879, em Harvard.
Em 1899 foi presidente da American Society of Naturalists, em 1904 presidente da Academia Nacional de Ciências dos Estados Unidos, em 1905 presidente da Associação Americana para o Avanço da Ciência e em 1911 presidente da Botanical Society of America.

## Obras
- The Gymnosporangia or Cedar Apples of the Unites States (1880),
- Marine Algae of New England (1881),
- The Potato Rot, A Provisional Bibliographical Index of North American Fungi (3 volumes, 1888-1891),
- Bibliographical Index of North American Fungi (1905).